# Synagoga v Lounech
Synagoga v Lounech se nachází zhruba 200 metrů východně od náměstí v Lounech v Hilbertově ulici. Postavena byla v roce 1871 podle projektu pražského architekta Johanna Staňka v novorománském slohu s maurskými prvky a nahradila tak již nevyhovující modlitebnu v České ulici dříve Juden Gasse. Původně se na místě budovy někdejší synagogy nacházel zájezdní hostinec s poštovní stanicí.
Obřady se v synagoze konaly až do druhé světové války, kdy začalo docházet k represím vůči židovským obyvatelům města. Během války se vyhnula arizaci a byla odkoupena městem, které v ní zřídilo muzeum. To v prostorách synagogy působilo v letech 1942 až 1954 a od roku 1967 je zde umístěn depozitář Státního okresního archivu Louny.
Vybavení synagogy se nedochovalo.
Hospodářský vzestup komunity ve druhé polovině 19. století umožnil naplnit touhu po vlastním svatostánku, neboť starší modlitebna v domě čp. 3 již početné a sebevědomé obci nemohla postačovat kapacitou ani důstojností. Velkou zásluhu na úspěchu projektované synagogy měli předsedové Židovské obce Louny Volf Bulova a následně Josef Kahn, kteří v letech 1870-1874 dohlíželi na složitý proces získání povolení a dokončení stavby. 
Vhodnou lokalitu nalezli v tehdejší Šatlavní ulici, dnešní Hilbertově, která v roce 1849 z velké části vyhořela. Požáru podlehl i zájezdní hostinec s poštovní stanicí čp. 70 a 71 a jeho majitel se neměl k opravě polozbořených nemovitostí. Zbořeniště s přilehlými pozemky na hradbách vyhovovalo jak rozměry, tak umístěním sice blízko hlavního náměstí, ale mimo hlavní obchodní tepnu Pražskou ulici. Městská rada v tomto případě snahám židovské obce nijak nebránila, neboť ruiny hostince hyzdily centrum města již přes dvacet let bez vyhlídky na zlepšení. V roce 1871 tak mohla začít stavba podle projektu pražského architekta Johanna Staňka, který současně projektoval také podstatně větší synagogu v sousedním Žatci. Konkurs na provedení Staňkova projektu vyhrál stavitel Paul z Jimlína a v roce 1874 stavbu dokončil. Celkové náklady přesáhly 19 000 zlatých, obec je hradila zčásti sbírkami a prodejem synagogálních sedadel, z větší části ale projekt financovala úvěrem od městské spořitelny. Další nemalé částky si vyžádalo vnitřní vybavení synagogy potřebným mobiliářem včetně harmonia. Město Louny věnovalo bezplatně písek k výrobě malty, který těžilo ve vlastní režii z řečiště Ohře. 
Zajímavá budova v typickém „maurském“ stylu je orientována k východu a otvírá se velkými okny na jih do ulice i na sever k hradbám. O provoz synagogy se staral placený správce, obec také platila varhaníka. Až do konce třicátých let 20. století synagoga tvořila přirozené náboženské a společenské centrum lounské komunity, ovšem likvidace svobodného Československa v roce 1938 a následný německý protektorát v krátké době zničily úsilí tří generací židovských obyvatel. V prosinci roku 1942 město Louny pod tlakem okupační správy synagogu odkoupilo a využilo ji pro dočasné umístění muzejních sbírek a městského archivu. Již předtím v červenci 1942 byl odstraněn mobiliář, z nějž se nedochovalo nic než tóra, zachráněná za okupace pracovníky Židovského muzea v Praze a následně prodaná v roce 1964 do Anglie. 
Za války lounská židovská obec téměř zanikla, takže když roku 1948 soud nucený prodej zpětně prohlásil za neplatný, nebyli zbylí souvěrci schopni ji udržovat. Proto v roce 1949 synagogu pronajali Místnímu národnímu výboru, který ji nadále užíval jako depozitář muzejních sbírek, a později ji v roce 1956 prodali lidovému družstvu Stavba. To zde zřídilo dílnu a technické zázemí a vestavbou železobetonové podlahy na úrovni patra nenávratně zničilo interiér budovy. V roce 1967 synagogu odkoupil Okresní národní výbor Louny a po rychlé adaptaci zde vznikl hlavní depozitář Státního okresního archivu Louny. V roce 2003 byla synagoga nařízením vlády vrácena židovské obci v Teplicích a v jejím majetku zůstala dodnes.
V Lounech pravděpodobně existovala kdysi i stará synagoga, nejspíše před rokem 1870. Podle pamětnice paní Šalamounové se jednalo o dům v Táboritské ulici vedle restaurace na rohu ulice Na Valích.

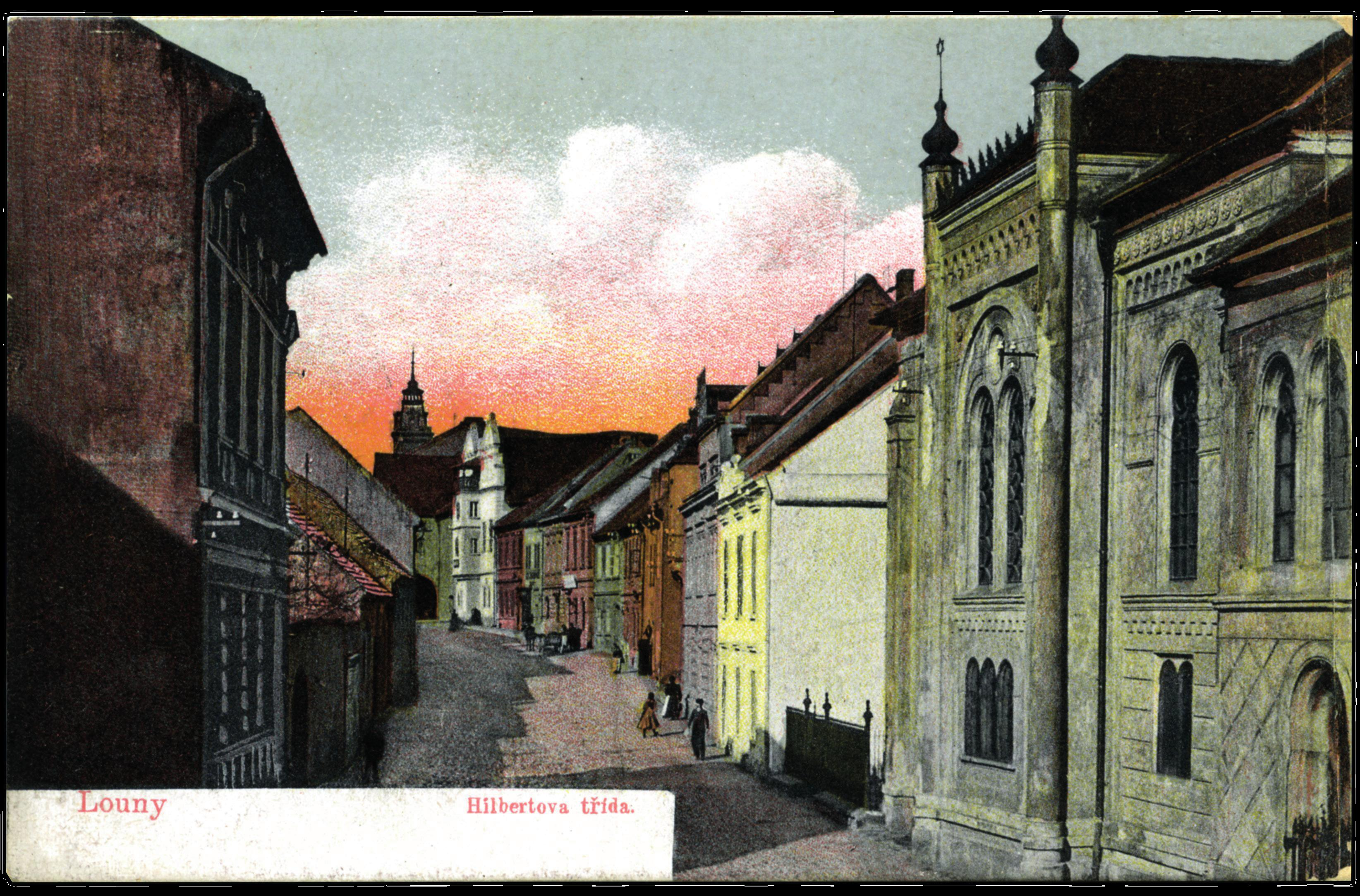
Synagoga na historické fotografii
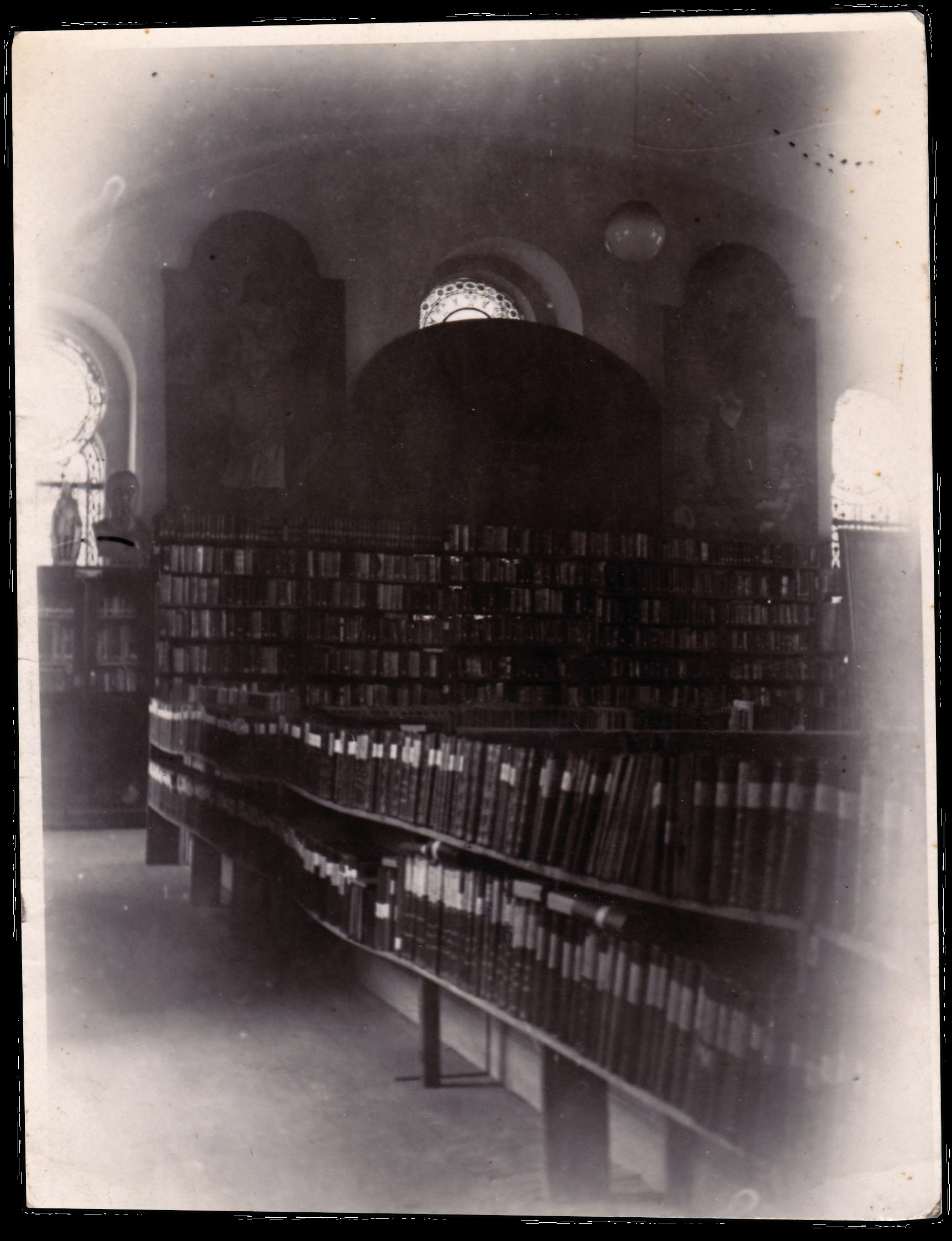
Interier synagogy v roce 1942
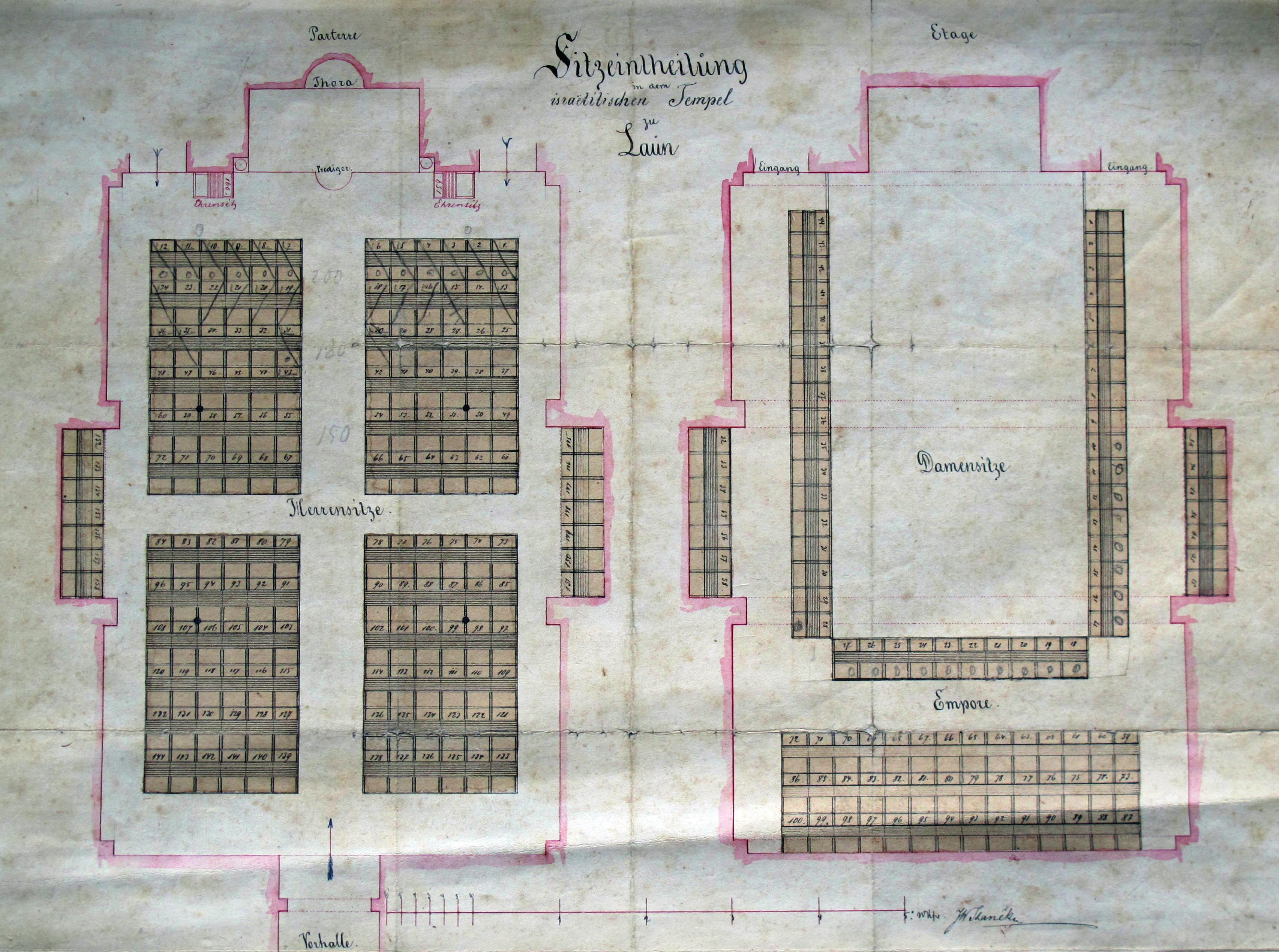
Půdorys synagogy
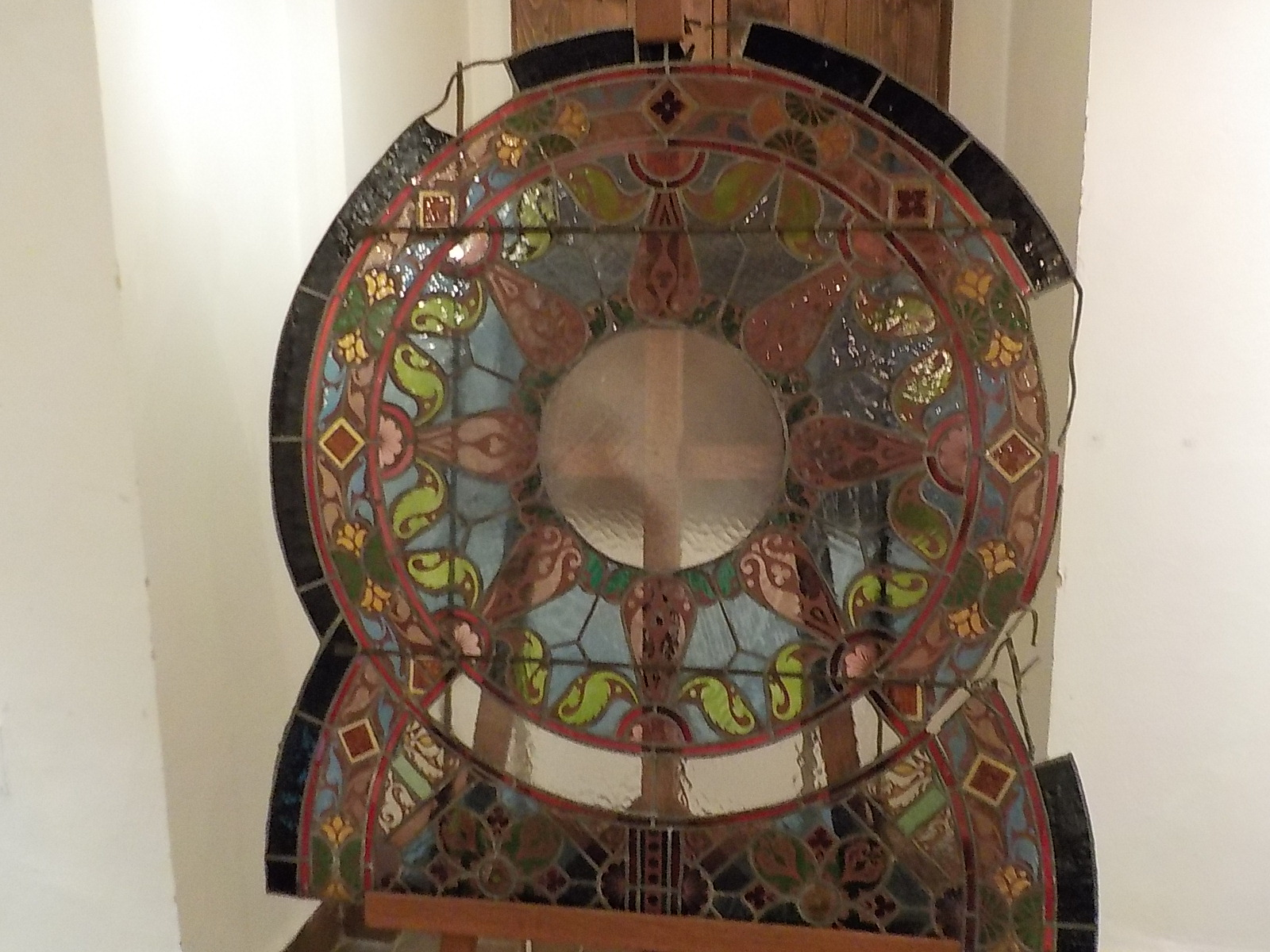
Původní vitráž
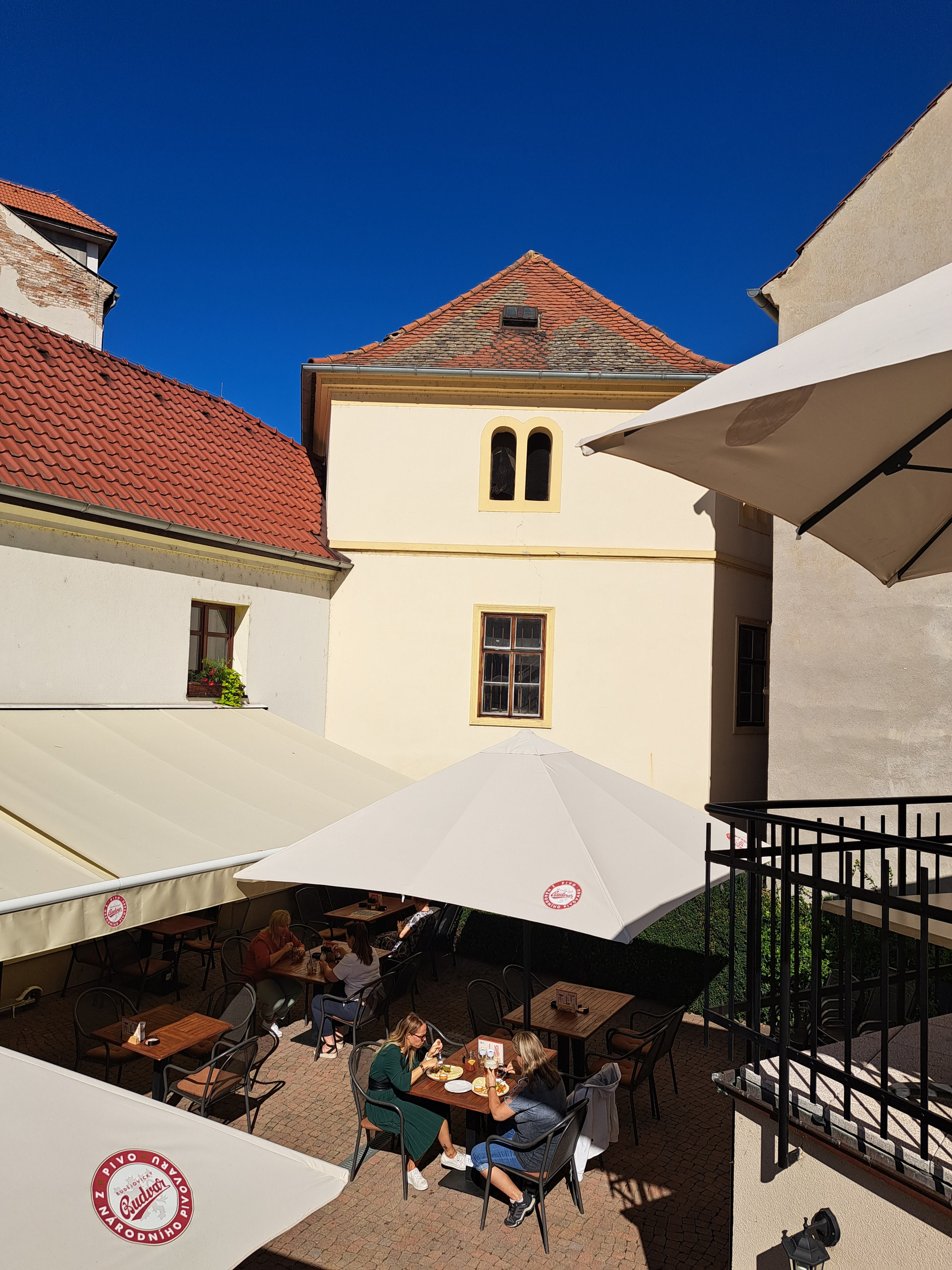
Stará synagoga